# Wapen van Bunschoten

Het wapen van de gemeente Bunschoten

Het wapen van Bunschoten werd op 11 september 1816 aan de toenmalige gemeente Bunschoten toegekend. Het wapen wordt sindsdien in ongewijzigde vorm door de Utrechtse gemeente gebruikt. Wel gebruikt de gemeente Bunschoten een modernere versie van het wapen.

## Blazoenering
Het wapen heeft van de Hoge Raad van Adel de volgende blazoenering meegekregen:
Van lazuur met een gealiseerd kruis op welks regter arm een halve arend, alles van goud.
Het wapen is blauw van kleur met daarop een gouden kruis. Over de rechterarm (voor de kijker links) een halve adelaar. Ook de adelaar is goudkleurig. Niet vermeld is de gouden kroon met daarop vijf parels. Dit is een kroon voor een jonkheer dan wel een erfridder. Deze kroon is voor Nederlandse begrippen uniek. Er is geen enkele gemeente of waterschap dat een dergelijke kroon voert. Mogelijk stamt het wapen af van de bodebus, aangezien noch de tekst van het wapendiploma, noch het manuscript van Schoemaker de kroon vermelden.

### Manuscript Schoemaker
Volgens het manuscript van Schoemaker was het wapen gedeeld. De beschrijving in het manuscript is als volgt: Gedeeld, I in goud een halve adelaar van sabel, komende uit de deellijn; II in zilver een (heel) kruis van azuur. Dit wapen heeft een deellijn; in plaats van dat de adelaar uit het kruis komt, komt de adelaar uit de deellijn. Dit wapen is tevens gekleurd: de adelaar is zwart en is op een gouden veld geplaatst. Het kruis is blauw op een zilveren veld.

Wapen volgens het manuscript van Schoemaker
Wapen volgens de Hoge Raad van Adel

## Geschiedenis
Naar aanleiding van een oproep, in de Staatscourant, aan alle Nederlandse gemeentes om een wapen op te geven bij de Hoge Raad van Adel, vroeg burgemeester J. Pruijs  op 25 april 1815 namens de gemeente Bunschoten een wapen voor zijn gemeente aan. Hij deed dit per brief, met daarin de onderstaande tekst:
Hiernevens hebben de Eer U Hoog Edelen te doen toekomen, ingevolge u Hoog Edele' s advertentie van den 5 Januarij JL eene afteekening van het Wapen dezer Gemeente van Bunschoten, zooals hetzelve vanouds af tot hedentoe bij ons in gebruik is geweest, doch van hetwelk wij aangaande deszelfs oorspronk of verkrijging geene opgaven kunnen doen, alzoo hier ter plaatse daarvan niets te bespeuren of vinden is, en zeer waarschijnlijk door deszelfs oudheid in vergetelheid is geraakt niettemin verzoeken de Confirmatie van Zijne Majesteit, en de Registratie van hetzeIven te mogen verlangen.
De Burgermeester der Gemeente van Bunschoten 

J. Pruijs
De in de brief vermelde aantekening was een eenvoudige schets.
Dit wapen werd ingediend naar ontwerp van de bodebus van de "Gerechtsboode van Bunschooten". Deze bodebus is door Hendrik van der Wolk gemaakt, hierbij heeft Van der Wolk zich een paar artistieke vrijheden gegund. De burgemeester van Bunschoten heeft er wel voor gekozen om deze bodebus als basis te gebruiken voor het gemeentewapen. 
In 1946 werd de afbeelding officieel verfraaid, omdat de beschrijving gelijk bleef zijn het wapendiploma en de blazoenering niet aangepast. Het jaar erop fuseerde de gemeente met de gemeente Hoogland, maar omdat de naam Bunschoten behouden bleef, behield de gemeente ook het wapen van de voorgaande gemeente Bunschoten. De adelaar is vermoedelijk een Friese adelaar, in 1970 wilde de gemeente dit officieel maken door een vergelijkbaar wapen te laten ontwerpen: rechts (voor de kijker links) een uitkomende adelaar en links (voor de kijker rechts) een kruis. Dit ontwerp is nooit aan de gemeente toegekend.

## Herkomst wapenonderdelen
Het wapen bestaat in essentie uit drie onderdelen: de Friese halve adelaar, het kruis en de kroon. 
- De Friese halve adelaar is mogelijk afkomstig uit een familiewapen van een West-Friese landheer die het ooit in de omgeving voor het zeggen heeft gehad.
- Het kruis is zeer waarschijnlijk afkomstig uit de tijd dat Het Sticht over de omgeving heerste, de bisschop van Utrecht heeft in de 14e eeuw Buschoten stadsrechten verleend.
- Mogelijk stamt het wapen af van de bodebus, aangezien noch de tekst van het wapendiploma, noch het manuscript van Schoemaker de kroon vermelden.